# جام ملت‌های آسیا
```
جام ملت‌های آسیا
 
تورنمنت
 فوتبالی در قاره آسیا است که توسط تیم‌های ملی بزرگسالان مردان اعضای 
کنفدراسیون فوتبال آسیا
 (اِی‌اِف‌سی) برگزار می‌شود. این جام پس از 
کوپا آمریکا
 قدیمی‌ترین مسابقات قهرمانی قاره‌ای فوتبال در جهان محسوب می‌شود. قهرمان این تورنمنت به عنوان قهرمان قاره 
آسیا
 در رشته فوتبال شناخته می‌شود. تورنمنت هر چهار سال یکبار برگزار می‌شود.
[
۱
]
[
۲
]
[
۳
]
[
۴
]
[
۵
]
```

این جام از سال ۱۳۳۵ خورشیدی (۱۹۵۶ میلادی) به میزبانی هنگ کنگ آغاز شد و تا سال ۲۰۰۴ هر چهار سال یک بار برگزار می‌گردید، اما به دلیل هم‌زمانی این جام با جام ملت‌های اروپا و المپیک، کنفدراسیون فوتبال آسیا تصمیم گرفت تا دورهٔ برگزاری بازی‌ها را از سال‌های زوج به سال‌های فرد تغییر دهد به همین دلیل بعد از جام ملت‌های آسیا ۲۰۰۴، دوره بعدی این جام در سال ۲۰۰۷ برگزار شد و از آن پس فاصله چهار ساله در برگزاری رعایت می‌شود. در ۳ دوره ابتدایی شمار تیم‌های شرکت‌کننده در این جام کم بود و تنها ۴ تیم در مرحله پایانی حضور پیدا کردند. دوره چهارم این مسابقه‌ها در سال ۱۹۶۸ به میزبانی ایران و با شرکت پنج تیم در مرحله پایانی و به صورت دوره‌ای برگزار گردید. دوره بعدی مسابقات در سال ۱۹۷۲ در تایلند برگزار شد و تا قبل از این سال مسابقات به‌صورت امتیازی برگزار می‌شد و از این سال مرحله حذفی به این مسابقات اضافه شد. دور بعدی مسابقات سال ۱۹۷۶ در ایران با حضور شش تیم در مرحله پایانی برگزار شد که در این دو دوره، تیم‌ها به دو گروه ۳ تیمی تقسیم شدند و سپس دو تیم برتر گروه‌ها به مرحله نیمه پایانی راه یافتند. دوره‌های ۱۹۸۰ در کویت، ۱۹۸۴ در سنگاپور و ۱۹۸۸ در قطر این مسابقه‌ها با حضور ده تیم و در دو گروه پنج تیمی در مرحله پایانی برگزار گردید، اما در سال ۱۹۹۲ تنها هشت تیم در دور پایانی حاضر بودند. با افزایش تعداد تیم‌ها، دوره‌های ۱۹۹۶ در کشور امارات و ۲۰۰۰ در لبنان، بازی‌ها با شرکت ۱۲ تیم و در سه گروه چهار تیمی برگزار گردید و در این دوره‌ها برای نخستین بار مرحله یک چهارم پایانی پس از دور مقدماتی به مسابقه‌ها اضافه شد. دوره بعدی در سال ۲۰۰۴ در چین، سال ۲۰۰۷ به صورت مشترک به میزبانی چهار کشور اندونزی، تایلند، مالزی و ویتنام، سال ۲۰۱۱ در قطر و سال ۲۰۱۵ در استرالیا با شرکت ۱۶ تیم و در چهار گروه چهار تیمی برگزار شد. در جام هفدهم در سال ۲۰۱۹ مسابقه‌ها در کشور امارات و با شرکت ۲۴ تیم برگزار گردید که تیم‌ها در شش گروه چهار تیمی قرار گرفتند. همچنین در این دوره، مرحله یک‌هشتم نهایی برای نخستین بار و پس از دور مقدماتی به مسابقات اضافه گردید و نیز بازی رده‌بندی برای اولین بار از این مسابقات حذف شد. دوره هجدهم این رقابت‌ها یعنی جام ملت‌های آسیا ۲۰۲۳ به میزبانی قطر برگزار شده است.
تیم ملی ایران از دوره سوم رقابت‌ها در سال ۱۹۶۸ در این جام شرکت داشته و تا دوره هجدهم در سال ۲۰۲۳ در تمام پانزده دوره‌ای که مسابقات برگزار شده، حضور داشته است، کره‌جنوبی هم ۱۴ مرتبه در این مسابقات شرکت کرده تا این دو کشور رکورددار حضور در جام ملت‌های آسیا لقب بگیرند. تا دوره هجدهم در سال ۲۰۲۳ ژاپن با چهار قهرمانی پر افتخارترین تیم این مسابقات است. پس از ژاپن، تیم‌های عربستان و ایران هر کدام سه بار به قهرمانی این مسابقات رسیده‌اند. پس از آن‌ها کره‌جنوبی و قطر دو بار و تیم‌های اسرائیل، کویت، عراق و استرالیا نیز هر کدام یک بار قهرمان جام ملت‌های آسیا شده‌اند.

نتایج کشورهای شرکت کننده در جام ملت‌های آسیا

## تاریخچه نتایج
| ۱۹۵۶ | هنگ کنگ                           | · کرهٔ جنوبی     | رقابت دوره‌ای                                | · اسرائیل           | · هنگ کنگ                   | رقابت دوره‌ای                                         | · ویتنام جنوبی              | ۴  |
| ۱۹۶۰ | کره جنوبی                         | · کرهٔ جنوبی     | رقابت دوره‌ای                                | · اسرائیل           | · جمهوری چین                | رقابت دوره‌ای                                         | · ویتنام جنوبی              | ۴  |
| ۱۹۶۴ | اسرائیل                           | · اسرائیل       | رقابت دوره‌ای                                | · هند               | · کرهٔ جنوبی                 | رقابت دوره‌ای                                         | · هنگ کنگ                   | ۴  |
| ۱۹۶۸ | ایران                             | · ایران         | رقابت دوره‌ای                                | · برمه              | · اسرائیل                   | رقابت دوره‌ای                                         | · جمهوری چین                | ۵  |
| ۱۹۷۲ | تایلند                            | · ایران         | ۲–۱ (و.ا.) ورزشگاه ملی، بانکوک              | · کرهٔ جنوبی         | · تایلند                    | ۲–۲ (و.ا.) (۵–۳ پ) ورزشگاه ملی، بانکوک               | · جمهوری خمِر                | ۶  |
| ۱۹۷۶ | ایران                             | · ایران         | ۰-۱ ورزشگاه آریامهر، تهران                  | · کویت              | · چین                       | ۰-۱ ورزشگاه آریامهر، تهران                           | · عراق                      | ۶  |
| ۱۹۸۰ | کویت                              | · کویت          | ۰-۳ ورزشگاه صباح السالم، کویت               | · کرهٔ جنوبی         | · ایران                     | ۰-۳ 'ورزشگاه صباح السالم', کویت                      | · کرهٔ شمالی                 | ۱۰ |
| ۱۹۸۴ | سنگاپور                           | · عربستان سعودی | ۰-۲ ورزشگاه ملی، کالنگ                      | · چین               | · کویت                      | ۱–۱ (و.ا.) (۳–۵ پ) ورزشگاه ملی، کالنگ                | · ایران                     | ۱۰ |
| ۱۹۸۸ | قطر                               | · عربستان سعودی | ۰–۰ (و.ا.) (۳–۴ پ) ورزشگاه الاهلی، دوحه     | · کرهٔ جنوبی         | · ایران                     | ۰–۰ (و.ا.) (۰–۳ پ) ورزشگاه الاهلی، دوحه              | · چین                       | ۱۰ |
| ۱۹۹۲ | ژاپن                              | · ژاپن          | ۰-۱ ورزشگاه بیگ آرچ، هیروشیما               | · عربستان سعودی     | · چین                       | ۱–۱ (و.ا.) (۳–۴ پ) ورزشگاه بیگ آرچ، هیروشیما         | · امارات متحدهٔ عربی         | ۸  |
| ۱۹۹۶ | امارات متحده عربی                 | · عربستان سعودی | ۰–۰ (و.ا.) (۲–۴ پ) ورزشگاه شیخ زاید، ابوظبی | · امارات متحدهٔ عربی | · ایران                     | ۱–۱ (و.ا.) (۲–۳ پ) ورزشگاه شیخ زاید، ابوظبی          | · کویت                      | ۱۲ |
| ۲۰۰۰ | لبنان                             | · ژاپن          | ۰-۱ ورزشگاه شهر ورزشی، بیروت                | · عربستان سعودی     | · کرهٔ جنوبی                 | ۰-۱ ورزشگاه شهر ورزشی، بیروت                         | · چین                       | ۱۲ |
| ۲۰۰۴ | چین                               | · ژاپن          | ۱-۳ ورزشگاه کارگران، پکن                    | · چین               | · ایران                     | ۲-۴ ورزشگاه کارگران، پکن                             | · بحرین                     | ۱۶ |
| ۲۰۰۷ | اندونزی · مالزی · تایلند · ویتنام | · عراق          | ۰-۱ ورزشگاه گلورا بونگ کارنو، جاکارتا       | · عربستان سعودی     | · کرهٔ جنوبی                 | ۰–۰ (و.ا.) (۵–۶ پ) ورزشگاه گلورا سریویجایا، پالم‌بانگ | · ژاپن                      | ۱۶ |
| ۲۰۱۱ | قطر                               | · ژاپن          | ۱–۰ (و.ا.) ورزشگاه بین‌المللی خلیفه، دوحه    | · استرالیا          | · کرهٔ جنوبی                 | ۳–۲ ورزشگاه جسم بن حمد، دوحه                         | · ازبکستان                  | ۱۶ |
| ۲۰۱۵ | استرالیا                          | · استرالیا      | ۲–۱ (و.ا.) ورزشگاه استرالیا، سیدنی          | · کرهٔ جنوبی         | · امارات متحدهٔ عربی         | ۳–۲ ورزشگاه نیوکاسل، نیوکاسل                         | · عراق                      | ۱۶ |
| ۲۰۱۹ | امارات متحده عربی                 | · قطر           | ۳–۱ ورزشگاه شهر ورزشی زاید، ابوظبی          | · ژاپن              | ایران و · امارات متحدهٔ عربی | ایران و · امارات متحدهٔ عربی                          | ایران و · امارات متحدهٔ عربی | ۲۴ |
| ۲۰۲۳ | قطر                               | · قطر           | ۳–۱ ورزشگاه ملی لوسیل، لوسیل                | · اردن              | ایران و · کرهٔ جنوبی         | ایران و · کرهٔ جنوبی                                  | ایران و · کرهٔ جنوبی         | ۲۴ |
| ۲۰۲۷ | عربستان سعودی                     |                 | ورزشگاه ملک فهد، ریاض                       |                     |                             |                                                      |                             | ۲۴ |

## تیم‌های موفق جام
| تیم               | قهرمان                      | نایب قهرمان                | سوم                                    | چهارم          |
| ----------------- | --------------------------- | -------------------------- | -------------------------------------- | -------------- |
| ژاپن              | ۴ (۱۹۹۲*، ۲۰۰۰، ۲۰۰۴، ۲۰۱۱) | ۱ (۲۰۱۹)                   | –                                      | ۱ (۲۰۰۷)       |
| عربستان           | ۳ (۱۹۸۴، ۱۹۸۸،۱۹۹۶)         | ۳ (۱۹۹۲، ۲۰۰۰، ۲۰۰۷)       | –                                      | –              |
| ایران             | ۳ (۱۹۶۸*، ۱۹۷۲، ۱۹۷۶)       | –                          | ۶ (۱۹۸۰، ۱۹۸۸، ۱۹۹۶، ۲۰۰۴، ۲۰۱۹، ۲۰۲۳) | ۱ (۱۹۸۴)       |
| کرهٔ جنوبی         | ۲ (۱۹۵۶، ۱۹۶۰*)             | ۴ (۱۹۷۲، ۱۹۸۰، ۱۹۸۸، ۲۰۱۵) | ۵ (۱۹۶۴، ۲۰۰۰، ۲۰۰۷، ۲۰۱۱)             | –              |
| قطر               | ۲ (۲۰۲۳، ۲۰۱۹)              | –                          | –                                      | –              |
| اسرائیل           | ۱ (۱۹۶۴*)                   | ۲ (۱۹۵۶، ۱۹۶۰)             | ۱ (۱۹۶۸)                               | –              |
| کویت              | ۱ (۱۹۸۰*)                   | ۱ (۱۹۷۶)                   | ۱ (۱۹۸۴)                               | ۱ (۱۹۹۶)       |
| استرالیا          | ۱ (۲۰۱۵*)                   | ۱ (۲۰۱۱)                   | –                                      | –              |
| عراق              | ۱ (۲۰۰۷)                    | –                          | –                                      | ۲ (۲۰۱۵، ۱۹۷۶) |
| چین               | –                           | ۲ (۱۹۸۴، ۲۰۰۴*)            | ۲ (۱۹۹۲، ۱۹۷۶)                         | ۲ (۱۹۸۸، ۲۰۰۰) |
| امارات متحدهٔ عربی | –                           | ۱ (۱۹۹۶*)                  | ۲ (۲۰۱۵، ۲۰۱۹)                         | ۱ (۱۹۹۲)       |
| هند               | –                           | ۱ (۱۹۶۴)                   | –                                      | –              |
| برمه (۲)          | –                           | ۱ (۱۹۶۸)                   | –                                      | –              |
| اردن              | –                           | ۱ (۲۰۲۳)                   | –                                      | –              |
| هنگ کنگ           | –                           | –                          | ۱ (۱۹۵۶*)                              | ۱ (۱۹۶۴)       |
| چین تایپه (۳)     | –                           | –                          | ۱ (۱۹۶۰)                               | ۱ (۱۹۶۸)       |
| تایلند            | –                           | –                          | ۱ (۱۹۷۲*)                              | –              |
| ویتنام (۴)        | –                           | –                          | –                                      | ۲ (۱۹۵۶، ۱۹۶۰) |
| کامبوج (۵)        | –                           | –                          | –                                      | ۱ (۱۹۷۲)       |
| کرهٔ شمالی         | –                           | –                          | –                                      | ۱ (۱۹۸۰)       |
| بحرین             | –                           | –                          | –                                      | ۱ (۲۰۰۴)       |
| ازبکستان          | –                           | –                          | –                                      | ۱ (۲۰۱۱)       |

* میزبان
۱- اسرائیل در اوایل دهه ۱۹۷۰ از کنفدراسیون فوتبال آسیا اخراج شد و هم‌اکنون عضو یوفا است.
۲- کشور میانمار کنونی (برمه پیشین)
۳- جمهوری چین (امیر)
۴- با نام ویتنام جنوبی
۵- جمهوری خِمِر پیشین

## آمار(۱)

### عملکرد میزبانان
ایران با دو قهرمانی در دو میزبانی خود (۱۹۶۸ و ۱۹۷۶) موفق‌ترین میزبان جام ملت‌ها بوده است. کره‌جنوبی (۱۹۶۰)، اسرائیل (۱۹۶۴)، کویت (۱۹۸۰)، ژاپن (۱۹۹۲) و استرالیا (۲۰۱۵) نیز هر کدام با یک قهرمانی در تنها میزبانی‌های خود در جایگاه بعدی قرار دارند.
| دوره    | سال  | میزبان                      | مقام                        |
| ------- | ---- | --------------------------- | --------------------------- |
| هجدهم   | ۲۰۲۳ | قطر                         | قهرمان                      |
| هفدهم   | ۲۰۱۹ | امارات                      | بازنده نیمه نهایی           |
| شانزدهم | ۲۰۱۵ | استرالیا                    | قهرمان                      |
| پانزدهم | ۲۰۱۱ | قطر                         | یک چهارم پایانی             |
| چهاردهم | ۲۰۰۷ | ویتنام اندونزی تایلند مالزی | یک چهارم پایانی مرحله گروهی |
| سیزدهم  | ۲۰۰۴ | چین                         | دوم                         |
| دوازدهم | ۲۰۰۰ | لبنان                       | مرحله گروهی                 |
| یازدهم  | ۱۹۹۶ | امارات                      | دوم                         |
| دهم     | ۱۹۹۲ | ژاپن                        | قهرمان                      |
| نهم     | ۱۹۸۸ | قطر                         | مرحله گروهی                 |
| هشتم    | ۱۹۸۴ | سنگاپور                     | مرحله گروهی                 |
| هفتم    | ۱۹۸۰ | کویت                        | قهرمان                      |
| ششم     | ۱۹۷۶ | ایران                       | قهرمان                      |
| پنجم    | ۱۹۷۲ | تایلند                      | سوم                         |
| چهارم   | ۱۹۶۸ | ایران                       | قهرمان                      |
| سوم     | ۱۹۶۴ | اسرائیل                     | قهرمان                      |
| دوم     | ۱۹۶۰ | کره جنوبی                   | قهرمان                      |
| اول     | ۱۹۵۶ | هنگ کنگ                     | سوم                         |

### عملکرد مدافعان عنوان قهرمانی
در این قسمت عملکرد تیم‌های قهرمان در دوره بعدی حضورشان در جام ملت‌های آسیا بررسی شده است. ایران تنها تیمی است که توانسته دو مرتبه پیاپی از عنوان قهرمانی خود دفاع کند تا به ۳ قهرمانی متوالی دست یابد. کره‌جنوبی، عربستان، ژاپن و قطر هر کدام توانسته‌اند یکبار از عنوان قهرمانی خود دفاع کنند تا هرکدام در یک مقطع دو قهرمانی متوالی را به نام خود به ثبت رسانده باشند.
| دوره | مدافع عنوان قهرمانی | مقام            |
| ---- | ------------------- | --------------- |
| ۲۰۲۳ | قطر                 | قهرمان          |
| ۲۰۱۹ | استرالیا            | یک چهارم پایانی |
| ۲۰۱۵ | ژاپن                | یک چهارم پایانی |
| ۲۰۱۱ | عراق                | یک چهارم پایانی |
| ۲۰۰۷ | ژاپن                | چهارم           |
| ۲۰۰۴ | ژاپن                | قهرمان          |
| ۲۰۰۰ | عربستان سعودی       | نایب قهرمان     |
| ۱۹۹۶ | ژاپن                | یک چهارم پایانی |
| ۱۹۹۲ | عربستان سعودی       | نایب قهرمان     |
| ۱۹۸۸ | عربستان سعودی       | قهرمان          |
| ۱۹۸۴ | کویت                | سوم             |
| ۱۹۸۰ | ایران               | سوم             |
| ۱۹۷۶ | ایران               | قهرمان          |
| ۱۹۷۲ | ایران               | قهرمان          |
| ۱۹۶۸ | اسرائیل             | سوم             |
| ۱۹۶۴ | کره‌جنوبی            | سوم             |
| ۱۹۶۰ | کره‌جنوبی            | قهرمان          |

### تفکیک قهرمانی‌ها و حضور در فینال
۱- تقسیم بر پایهٔ شرایط جغرافیایی
در بحث فوتبال، آسیا را از نظر جغرافیایی به دو بخش غرب و شرق تقسیم می‌کنند که این بحث در لیگ قهرمانان آسیا نمود بیشتری پیدا می‌کند. اگر بخواهیم قهرمانی‌های جام ملت‌های آسیا را بین این دو منطقه آسیا تقسیم کنیم با جدول زیر روبرو خواهیم شد (طبق تقسیم‌بندی AFC کشورهای عضو فدراسیون‌های غرب، مرکز و جنوب آسیا در منطقه غرب و کشورهای عضو فدراسیون‌های شرق و جنوب شرق آسیا در منطقه شرق قرار دارند)
| مقایسه غرب و شرق آسیا از نظر قهرمانی در جام ملت‌های آسیا                                    |                                              |
| غرب آسیا ۱۱ قهرمانی (۶ کشور)                                                               | شرق آسیا ۷ قهرمانی (۳ کشور)                  |
| ایران سه قهرمانی                                                                           | ژاپن چهار قهرمانی                            |
| عربستان سعودی سه قهرمانی                                                                   | کرهٔ جنوبی دو قهرمانی                         |
| قطر دو قهرمانی                                                                             | استرالیا یک قهرمانی (۲)                      |
| عراق یک قهرمانی                                                                            |                                              |
| کویت یک قهرمانی                                                                            |                                              |
| اسرائیل یک قهرمانی (۱)                                                                     |                                              |
| مقایسه غرب و شرق آسیا از نظر حضور در فینال (یا حضور در جمع دو تیم برتر)(۳) جام ملت‌های آسیا |                                              |
| غرب آسیا ۱۹ حضور در جمع دو تیم برتر (۸ کشور)                                               | شرق آسیا ۱۶ حضور در جمع دو تیم برتر (۵ کشور) |
| عربستان سعودی شش بار                                                                       | کرهٔ جنوبی شش بار                             |
| ایران سه بار                                                                               | ژاپن پنج بار                                 |
| اسرائیل سه بار                                                                             | چین دو بار                                   |
| کویت دو بار                                                                                | استرالیا دو بار                              |
| قطر دو بار                                                                                 | برمه یکبار                                   |
| هند یکبار                                                                                  |                                              |
| امارات متحدهٔ عربی یکبار                                                                    |                                              |
| عراق یکبار                                                                                 |                                              |

۱-اسرائیل تا سال ۱۹۷۰ عضو کنفدراسیون فوتبال آسیا بود و در مسابقات قاره‌ای آسیا شرکت می‌کرد. با این که اسرائیل در تقسیم‌بندی فعلی آسیا جایی ندارد اما با توجه به موقعیت جغرافیایی اش جزئی از غرب آسیا محسوب شده است.
۲-استرالیا از قاره‌ای دیگر به فدراسیون فوتبال آسیا اضافه شده است و قابل ذکر است که در بحث فوتبال این کشور جزو شرق آسیا محسوب می‌شود
۳-چهار دوره ابتدایی جام ملتهای آسیا به صورت گروهی برگزار شده و بدون انجام مراحل نیمه نهایی و نهایی قهرمان خود را شناخته است؛ بنابراین به جای دیدار نهایی حضور در جمع دو تیم برتر مسابقات دوره‌ای در این جدول ملاک بررسی قرار گرفته است.
۲- تقسیم بر پایهٔ زیر فدراسیون‌های موجود
کنفدراسیون فوتبال آسیا به پنج زیر فدراسیون تقسیم می‌شود:
فدراسیون غرب آسیا، فدراسیون شرق آسیا، فدراسیون آسیای مرکزی، فدراسیون جنوب آسیا، فدراسیون جنوب شرق آسیا
| فدراسیون                        | قهرمانی(۱)                                            | حضور در فینال (یا حضور در جمع ۲تیم برتر)                         |
| غرب آسیا                        | ۶ قهرمانی عربستان (۳) - قطر (۲) - کویت (۱) - عراق (۱) | ۱۱ حضور عربستان (۶) - کویت (۲) - امارات (۱) - عراق (۱) - قطر (۱) |
| شرق آسیا                        | ۶ قهرمانی ژاپن (۴) - کره‌جنوبی (۲)                     | ۱۳ حضور کره‌جنوبی (۶) - ژاپن (۵) - چین (۲)                        |
| آسیای مرکزی                     | ۳ قهرمانی ایران (۳) (۲)                               | ۳ حضور ایران (۳)                                                 |
| جنوب شرق آسیا                   | ۱ قهرمانی استرالیا (۱)                                | ۳ حضور استرالیا (۲) - میانمار (۱)                                |
| جنوب آسیا                       | ---                                                   | ۱ حضور هند (۱)                                                   |
| عضو سابق کنفدراسیون فوتبال آسیا | اسرائیل (۱) (۳)                                       | ۳ حضور اسرائیل (۳)                                               |

۱-چهار دوره ابتدایی جام ملتهای آسیا به صورت گروهی و بدون انجام مراحل نیمه نهایی و نهایی قهرمان خود را شناخته است؛ بنابراین به جای دیدار نهایی حضور در جمع دو تیم برتر مسابقات دوره‌ای در این جدول ملاک بررسی قرار گرفته است.
۲-کشور ایران از سال ۲۰۱۴ به عضویت فدراسیون فوتبال آسیای مرکزی درآمده است.
۳- اسرائیل تا سال ۱۹۷۰ عضو کنفدراسیون فوتبال آسیا بود و در مسابقات قاره‌ای آسیا شرکت می‌کرد اما هم‌اکنون در تقسیم‌بندی فدراسیون‌های آسیا جایی ندارد.

### ضربات پنالتی در جام ملت‌های آسیا
آخرین به روز رسانی: تا پایان جام ملت‌های آسیا ۲۰۲۳
در ادوار جام ملت‌های آسیا تکلیف ۲۷ بازی در ضربات پنالتی مشخص شده است.
تیم ملی ایران با نه بار حضور در ضربات پنالتی در جام ملت‌های آسیا در این زمینه رکورددار است.
تیم عراق با سه بار پیروزی در ضربات پنالتی تبدیل به تنها تیم در این مسابقات شد که در همه ضربات پنالتی برنده شده است.
| #  | تیم               | حضور در ضربات پنالتی | برد در ضربات پنالتی | باخت در ضربات پنالتی |
| -- | ----------------- | -------------------- | ------------------- | -------------------- |
| ۱  | ایران             | ۹ بار                | ۳ برد               | ۶ شکست               |
| ۲  | کرهٔ جنوبی         | ۸ بار                | ۴ برد               | ۴ شکست               |
| ۳  | ژاپن              | ۵ بار                | ۳ برد               | ۲ شکست               |
| ۴  | عربستان سعودی     | ۵ بار                | ۴ برد               | ۱ شکست               |
| ۵  | امارات متحدهٔ عربی | ۴ بار                | ۱ برد               | ۳ شکست               |
| ۶  | چین               | ۳ بار                | ۲ برد               | ۱ شکست               |
| ۷  | عراق              | ۳ بار                | ۳ برد               | بدون شکست            |
| ۸  | اردن              | ۲ بار                | بدون برد            | ۲ شکست               |
| ۹  | ازبکستان          | ۳ بار                | بدون برد            | ۳ شکست               |
| ۱۰ | استرالیا          | ۲ بار                | ۱ برد               | ۱ شکست               |
| ۱۱ | تایلند            | ۲ بار                | ۱ برد               | ۱ شکست               |
| ۱۲ | کویت              | ۲ بار                | ۱ برد               | ۱ شکست               |
| ۱۳ | بحرین             | ۱ بار                | ۱ برد               | بدون شکست            |
| ۱۴ | کامبوج            | ۱ بار                | بدون برد            | ۱ شکست               |
| ۱۵ | ویتنام            | ۱ بار                | ۱ برد               | بدون شکست            |
| ۱۶ | تاجیکستان         | ۱ بار                | ۱ برد               | بدون شکست            |
| ۱۷ | سوریه             | ۱ بار                | بدون برد            | ۱ شکست               |
| ۱۸ | قطر               | ۱ بار                | ۱ برد               | بدون شکست            |

### رکوردداران بازی در مراحل حذفی جام ملتهای آسیا
آخرین به روز رسانی: تا پایان جام ملت‌های آسیا ۲۰۲۳
۲۳ تیم موفق شده‌اند حداقل برای یک مرتبه از مرحله گروهی صعود کرده و در مراحل حذفی جام ملت‌های آسیا حاضر شوند. ایران با انجام ۲۶ بازی در مراحل حذفی جام ملت‌های آسیا رکورددار است. تیم ژاپن نیز با ۱۶ بار موفقیت (صعود) در مراحل حذفی رکورددار موفقیت در این مراحل است.
- در این جدول بُرد و باخت‌هایی که توسط ضربات پنالتی بوده است نیز محاسبه شده.

| #  | تیم               | تعداد بازی در مراحل حذفی | تعداد صعود | تعداد حذف (شکست) |
| -- | ----------------- | ------------------------ | ---------- | ---------------- |
| ۱  | ایران             | ۲۶ بازی                  | ۱۴ بار     | ۱۲ بار           |
| ۲  | کرهٔ جنوبی         | ۲۵ بازی                  | ۱۴ بار     | ۱۱ بار           |
| ۳  | ژاپن              | ۲۲ بازی                  | ۱۶ بار     | ۶ بار            |
| ۴  | چین               | ۱۸ بازی                  | ۷ بار      | ۱۱ بار           |
| ۵  | عربستان سعودی     | ۱۷ بازی                  | ۱۲ بار     | ۵ بار            |
| ۶  | عراق              | ۱۴ بازی                  | ۴ بار      | ۱۰ بار           |
| ۷  | امارات متحدهٔ عربی | ۱۲ بازی                  | ۶ بار      | ۶ بار            |
| ۸  | کویت              | ۱۰ بازی                  | ۵ بار      | ۵ بار            |
| ۹  | استرالیا          | ۱۱ بازی                  | ۷ بار      | ۴ بار            |
| ۱۰ | ازبکستان          | ۹ بازی                   | ۲ بار      | ۷ بار            |
| ۱۱ | قطر               | ۱۰ بازی                  | ۸ بار      | ۲ بار            |
| ۱۲ | بحرین             | ۵ بازی                   | ۱ بار      | ۴ بار            |
| ۱۳ | اردن              | ۷ بازی                   | ۳ بار      | ۴ بار            |
| ۱۴ | تایلند            | ۴ بازی                   | ۱ بار      | ۳ بار            |
| ۱۵ | ویتنام            | ۳ بازی                   | ۱ بار      | ۲ بار            |
| ۱۶ | کامبوج            | ۲ بازی                   | ---        | ۲ بار            |
| ۱۷ | کرهٔ شمالی         | ۲ بازی                   | ---        | ۲ بار            |
| ۱۸ | عمان              | ۱ بازی                   | ---        | ۱ بار            |
| ۱۹ | قرقیزستان         | ۱ بازی                   | ---        | ۱ بار            |
| ۲۰ | اندونزی           | ۱ بازی                   | ---        | ۱ بار            |
| ۲۱ | تاجیکستان         | ۲ بازی                   | ۱ بار      | ۱ بار            |
| ۲۲ | فلسطین            | ۱ بازی                   | ---        | ۱ بار            |
| ۲۳ | سوریه             | ۱ بازی                   | ---        | ۱ بار            |

### بهترین بازیکن جام
کنفدراسیون فوتبال آسیا در پایان هر دوره از این بازی‌ها با ارزش‌ترین بازیکن از لحاظ فنی را به عنوان بهترین بازیکن برمی‌گزیند.
گفتنی است که این جایزه میان سال‌های ۱۹۵۶ تا ۱۹۶۸ وجود نداشت و در سال ۱۹۸۰ برگزار نشد.
| دوره      | سال  | نام              |
| --------- | ---- | ---------------- |
| هجدهمین   | ۲۰۲۳ | اکرم عفیف        |
| هفدهمین   | ۲۰۱۹ | المعز علی        |
| شانزدهمین | ۲۰۱۵ | ماسیمو لونگو     |
| پانزدهمین | ۲۰۱۱ | کیسوکه هوندا     |
| چهاردهمین | ۲۰۰۷ | یونس محمود       |
| سیزدهمین  | ۲۰۰۴ | شونسوکی ناکامورا |
| دوازدهمین | ۲۰۰۰ | هیروشی نانامی    |
| یازدهمین  | ۱۹۹۶ | خداداد عزیزی     |
| دهمین     | ۱۹۹۲ | کازویوشی میورا   |
| نهمین     | ۱۹۸۸ | کیم جو سونگ      |
| هشتمین    | ۱۹۸۴ | جیا ژی کوان      |
| ششمین     | ۱۹۷۶ | علی پروین        |
| پنجمین    | ۱۹۷۲ | ابراهیم آشتیانی  |

### آقای گل در ادوار جام ملتهای آسیا
جدول بر پایهٔ بیشترین گل زده در یک دوره مرتب شده است.
| #  | سال  | دوره      | گلزنان                                     | تعداد گل |
| -- | ---- | --------- | ------------------------------------------ | -------- |
| ۱  | ۲۰۱۹ | هفدهمین   | المعز علی                                  | ۹        |
| ۲  | ۱۹۹۶ | یازدهمین  | علی دایی                                   | ۸        |
| ۳  | ۲۰۲۳ | هجدهمین   | اکرم عفیف                                  | ۸        |
| ۴  | ۱۹۸۰ | هفتمین    | بهتاش فریبا چوی سون-هو                     | ۷        |
| ۵  | ۲۰۰۰ | دوازدهمین | لی دونگ-گوک                                | ۶        |
| ۶  | ۲۰۱۵ | شانزدهمین | علی مبخوت                                  | ۵        |
| ۷  | ۲۰۱۱ | پانزدهمین | کو جاچئول                                  | ۵        |
| ۸  | ۲۰۰۴ | سیزدهمین  | علی کریمی علا حبیل                         | ۵        |
| ۹  | ۱۹۷۲ | پنجمین    | حسین کلانی                                 | ۵        |
| ۱۰ | ۲۰۰۷ | چهاردهمین | یونس محمود نائوهیرو تاکاهارا یاسر القحطانی | ۴        |
| ۱۱ | ۱۹۶۸ | چهارمین   | همایون بهزادی گیورا اشپیگل موشه رومانو     | ۴        |
| ۱۲ | ۱۹۶۰ | دومین     | چو یون اوک                                 | ۴        |
| ۱۳ | ۱۹۵۶ | اولین     | ناهوم اشتلماخ                              | ۴        |
| ۱۴ | ۱۹۹۲ | دهمین     | فهد البیشی                                 | ۳        |
| ۱۵ | ۱۹۸۸ | نهمین     | لی تائه هو                                 | ۳        |
| ۱۶ | ۱۹۸۴ | هشتمین    | ناصر محمدخانی شاهرخ بیانی جیا ژی کوان      | ۳        |
| ۱۷ | ۱۹۷۶ | ششمین     | ناصر نورایی غلامحسین مظلومی فتحی کمیل      | ۳        |
| ۱۸ | ۱۹۶۴ | سومین     | مردوخای اشپیگلر ایندر سینگ                 | ۲        |

المعز علی در سال ۲۰۱۹ با زدن ۹ گل، رکورد دار تعداد گل زده در یک دوره از جام ملت‌های آسیا است.

### پوکر و هتریک بازیکنان در تاریخ جام ملتهای آسیا
در ادوار جام ملت‌های آسیا شاهد ۵ پوکر و ۱۴ هتریک بوده‌ایم.
ایران تنها کشوری است که دو بازیکنش موفق به ثبت پوکر در جام ملت‌های آسیا شده است.
یک پوکر هم توسط بازیکنانی از کشورهای قطر، بحرین و اردن در جام ملت‌ها ثبت شده است.
در هتریک‌ها هم ایران با ثبت چهار هتریک بهترین عملکرد را داشته و سه هتریک نیز برای ژاپن ثبت شده است.
دو هتریک هم توسط بازیکنان هر یک از تیم‌های کره‌جنوبی و چین به ثبت رسیده است.
سریعترین پوکر توسط علی دایی در سال ۱۹۹۶ در بازی ایران و کره‌جنوبی در مدت زمان ۲۳ دقیقه ثبت شده است.
سریعترین هتریک توسط علی جباری در سال ۱۹۷۲ در بازی ایران و بنگلادش در مدت زمان ۵ دقیقه ثبت شده است.
در دوازدهمین دوره جام ملت‌های آسیا شاهد ثبت چهار هتریک بوده‌ایم. همچنین در هفتمین دوره جام ملت‌ها سه هتریک ثبت شده است.
در فینال جام ملت‌های آسیا ۲۰۲۳ اکرم عفیف با ثمر رساندن سه پنالتی در برابر تیم ملی فوتبال اردن موفق به اولین هتریک در فینال‌های این مسابقات شد.
در ادوار جام ملت‌های آسیا در دو بازی دو بازیکن از یک تیم هتریک کرده‌اند:
۱- در سال ۱۹۸۰ در بازی چین و بنگلادش
۲- در سال ۲۰۰۰ در بازی ژاپن و ازبکستان
| زدن چهار گل در یک بازی (پوکر) | زدن چهار گل در یک بازی (پوکر) | زدن چهار گل در یک بازی (پوکر) | زدن چهار گل در یک بازی (پوکر) | زدن چهار گل در یک بازی (پوکر) | زدن چهار گل در یک بازی (پوکر) |
| ----------------------------- | ----------------------------- | ----------------------------- | ----------------------------- | ----------------------------- | ----------------------------- |
| #                             | سال                           | بازیکن                        | ملیت                          | نتیجه بازی                    | فاصله زمانی                   |
| ۵                             | ۲۰۱۹                          | المعز علی                     | قطر                           | قطر ۶ - کره‌شمالی ۰            | ۵۱ دقیقه                      |
| ۴                             | ۲۰۱۵                          | حمزه الدردور                  | اردن                          | اردن ۵ - فلسطین ۱             | ۴۵ دقیقه                      |
| ۳                             | ۲۰۱۱                          | اسماعیل عبداللطیف             | بحرین                         | بحرین ۵ - هندوستان ۲          | ۶۲ دقیقه                      |
| ۲                             | ۱۹۹۶                          | علی دایی                      | ایران                         | ایران ۶ - کره‌جنوبی ۲          | ۲۳ دقیقه                      |
| ۱                             | ۱۹۸۰                          | بهتاش فریبا                   | ایران                         | ایران ۷ - بنگلادش ۰           | ۷۱ دقیقه                      |
| زدن سه گل در یک بازی (هتریک)  |                               |                               |                               |                               |                               |
| #                             | سال                           | بازیکن                        | ملیت                          | نتیجه بازی                    | فاصله زمانی                   |
| ۱۴                            | ۲۰۲۳                          | اکرم عفیف                     | قطر                           | اردن ۱–۳ قطر                  | ۷۳ دقیقه                      |
| ۱۳                            | ۲۰۱۹                          | ویتالیج لوکس                  | قرقیزستان                     | قرقیزستان ۳ - فلیپین ۱        | ۵۳ دقیقه                      |
| ۱۲                            | ۲۰۱۱                          | شینجی اوکازاکی                | ژاپن                          | ژاپن ۵ - عربستان ۰            | ۷۱ دقیقه                      |
| ۱۱                            | ۲۰۰۴                          | علی کریمی                     | ایران                         | ایران ۴ - کره‌جنوبی ۳          | ۶۷ دقیقه                      |
| ۱۰                            | ۲۰۰۰                          | محمد الشلهوب                  | عربستان سعودی                 | عربستان ۵ - ازبکستان ۰        | ۵۱ دقیقه                      |
| ۹                             | ۲۰۰۰                          | لی دونگ-گوک                   | کره جنوبی                     | کره‌جنوبی ۳ - اندونزی ۰        | ۶۰ دقیقه                      |
| ۸                             | ۲۰۰۰                          | نائوهیرو تاکاهارا             | ژاپن                          | ژاپن ۸ - ازبکستان ۱           | ۳۹ دقیقه                      |
| ۷                             | ۲۰۰۰                          | آکینوری نیشیزاوا              | ژاپن                          | ژاپن ۸ - ازبکستان ۱           | ۳۵ دقیقه                      |
| ۶                             | ۱۹۸۰                          | ژو یونگلای(۳)                 | چین                           | چین ۶ - بنگلادش ۰             | ۷۲ دقیقه                      |
| ۵                             | ۱۹۸۰                          | شن ژیانگفو(۲)                 | چین                           | چین ۶ - بنگلادش ۰             | ۷۳ دقیقه                      |
| ۴                             | ۱۹۸۰                          | چوی سون-هو(۱)                 | کره جنوبی                     | کره‌جنوبی ۴ - امارات ۱         | ۵۲ دقیقه                      |
| ۳                             | ۱۹۷۶                          | غلامحسین مظلومی               | ایران                         | ایران ۸ - یمن جنوبی ۰         | ۲۷ دقیقه                      |
| ۲                             | ۱۹۷۲                          | علی جباری                     | ایران                         | ایران ۳ - تایلند ۲            | ۵ دقیقه                       |
| ۱                             | ۱۹۷۲                          | حسین کلانی                    | ایران                         | ایران ۳ - عراق ۰              | ۴۴ دقیقه                      |

۱-Choi Soon-ho
2-Shen Xiangfu
3-Xu Yonglai

### پرگلترین نتایج اداور جام ملتهای آسیا
| #  | سال  | نتیجه بازی۱               | تفاضل گل تیم برنده | مجموع گل‌های زده شده در بازی |
| -- | ---- | ------------------------- | ------------------ | --------------------------- |
| ۱  | ۱۹۷۶ | ایران ۸–۰ یمن جنوبی       | ۸                  | ۸                           |
| ۲  | ۲۰۰۰ | ژاپن ۸–۱ ازبکستان         | ۷                  | ۹                           |
| ۳  | ۱۹۸۰ | ایران ۷–۰ بنگلادش         | ۷                  | ۷                           |
| ۴  | ۲۰۱۹ | قطر ۶–۰ کره‌شمالی          | ۶                  | ۶                           |
| ۵  | ۲۰۱۱ | استرالیا ۶–۰ ازبکستان     | ۶                  | ۶                           |
| ۶  | ۱۹۹۶ | عربستان ۶–۰ تایلند        | ۶                  | ۶                           |
| ۷  | ۱۹۸۰ | چین ۶–۰ بنگلادش           | ۶                  | ۶                           |
| ۸  | ۱۹۶۸ | اسرائیل۶–۱ هنگ‌کنگ         | ۵                  | ۷                           |
| ۹  | ۲۰۱۹ | ایران ۵–۰ یمن             | ۵                  | ۵                           |
| ۱۰ | ۲۰۱۱ | ژاپن ۵–۰ عربستان          | ۵                  | ۵                           |
| ۱۱ | ۲۰۰۷ | ازبکستان ۵–۰ مالزی        | ۵                  | ۵                           |
| ۱۲ | ۲۰۰۰ | عربستان ۵–۰ ازبکستان      | ۵                  | ۵                           |
| ۱۳ | ۱۹۸۴ | چین ۵–۰ امارات            | ۵                  | ۵                           |
| ۱۴ | ۱۹۹۶ | ایران ۶–۲ کره‌جنوبی        | ۴                  | ۸                           |
| ۱۵ | ۲۰۱۵ | اردن ۵–۱ فلسطین           | ۴                  | ۶                           |
| ۱۶ | ۲۰۰۷ | چین ۵–۱ مالزی             | ۴                  | ۶                           |
| ۱۷ | ۱۹۶۰ | کره‌جنوبی ۵–۱ ویتنام جنوبی | ۴                  | ۶                           |
| ۱۸ | ۱۹۶۰ | اسرائیل ۵–۱ ویتنام جنوبی  | ۴                  | ۶                           |
| ۱۹ | ۲۰۱۱ | بحرین ۵–۲ هندوستان        | ۳                  | ۷                           |
| ۲۰ | ۱۹۵۶ | کره‌جنوبی ۵–۳ ویتنام جنوبی | ۲                  | ۸                           |

۱-جدول بر اساس تفاضل گل بازیها مرتب شده است.

### جایزه بازی جوانمردانه
| دوره      | سال  | تیم           |
| --------- | ---- | ------------- |
| هجدهمین   | ۲۰۲۳ | قطر           |
| هفدهمین   | ۲۰۱۹ | ژاپن          |
| شانزدهمین | ۲۰۱۵ | استرالیا      |
| پانزدهمین | ۲۰۱۱ | کرهٔ جنوبی     |
| چهاردهمین | ۲۰۰۷ | ژاپن          |
| سیزدهمین  | ۲۰۰۴ | چین           |
| دوازدهمین | ۲۰۰۰ | عربستان سعودی |
| یازدهمین  | ۱۹۹۶ | ایران         |
| هشتمین    | ۱۹۸۴ | چین           |

### بهترین دروازه‌بان
| دوره      | سال  | نام            |
| --------- | ---- | -------------- |
| هجدهمین   | ۲۰۲۳ | مشعل برشم      |
| هفدهمین   | ۲۰۱۹ | سعد الشیب      |
| شانزدهمین | ۲۰۱۵ | متیو رایان     |
| دوازدهمین | ۲۰۰۰ | جیانگ جین      |
| یازدهمین  | ۱۹۹۶ | محمد الدعیع    |
| نهمین     | ۱۹۸۸ | ژانگ هویکانگ   |
| هشتمین    | ۱۹۸۴ | عبدالله الدعیع |

## آمار(۲)

### بیشترین گل زدهٔ یک بازیکن در همهٔ دوره‌ها
جدول زیر بهترین گلزنان در تمامی دوره‌ها را نشان می‌دهد.
آخرین به روز رسانی: تا پایان جام ملت‌های آسیا ۲۰۲۳
| بازیکن                                                                | گل    |
| --------------------------------------------------------------------- | ----- |
| علی دایی                                                              | ۱۴ گل |
| المعز علی                                                             | ۱۱ گل |
| لی دونگ-گوک                                                           | ۱۰ گل |
| اکرم عفیف نائوهیرو تاکاهارا علی مبخوت                                 | ۹ گل  |
| یونس محمود جاسم الهویدی سردار آزمون                                   | ۸ گل  |
| بهتاش فریبا حسین کلانی چوی سون-هو سون هیونگ-مین فیصل الدخیل           | ۷ گل  |
| یاسر القحطانی الکساندر گنریخ تیم کیهیل احمد خلیل مهدی طارمی ایمن حسین | ۶ گل  |

### بیشترین حضور یک بازیکن
تا سال ۲۰۲۳ ایگناتی نستروف دروازه‌بان تیم ملی ازبکستان با ۵ حضور در سال‌های ۲۰۰۴ تا ۲۰۱۹ رکورددار بیشترین حضور یک بازیکن در جام ملت‌های آسیا است و پس از او چند بازیکن با ۴ دوره حضور در رده بعدی قرار دارند. در بین بازیکنان ایرانی هم جواد نکونام، مهدی مهدوی کیا، مسعود شجاعی، احسان حاج‌صفی، و کریم انصاری‌فرد با ۴ دوره حضور در جام بیشترین تعداد حضور در جام ملت‌های آسیا را دارند.

### مربیان قهرمان
| دوره | مربی قهرمان                 | قهرمان        |
| ---- | --------------------------- | ------------- |
| ۲۰۲۳ | تینتین مارکز                | قطر           |
| ۲۰۱۹ | فلیکس سانچز                 | قطر           |
| ۲۰۱۵ | آنگه پوستکوگلو              | استرالیا      |
| ۲۰۱۱ | آلبرتو زاکرونی              | ژاپن          |
| ۲۰۰۷ | جوروان ویرا                 | عراق          |
| ۲۰۰۴ | زیکو                        | ژاپن          |
| ۲۰۰۰ | فیلیپ تروسیه                | ژاپن          |
| ۱۹۹۶ | نلو وینگادا                 | عربستان سعودی |
| ۱۹۹۲ | هانس اوفت                   | ژاپن          |
| ۱۹۸۸ | کارلوس آلبرتو پریرا         | عربستان سعودی |
| ۱۹۸۴ | خلیل الزیانی                | عربستان سعودی |
| ۱۹۸۰ | کارلوس آلبرتو پریرا         | کویت          |
| ۱۹۷۶ | حشمت مهاجرانی               | ایران         |
| ۱۹۷۲ | محمد رنجبر                  | ایران         |
| ۱۹۶۸ | محمود بیاتی                 | ایران         |
| ۱۹۶۴ | یوسف مریموویچ               | اسرائیل       |
| ۱۹۶۰ | ویی هیو-دئوک و کیم یونگ سیک | کره جنوبی     |
| ۱۹۵۶ | لی یو هیونگ                 | کره جنوبی     |

### پرافتخارترین تیم جام ملتهای آسیا
تیم ملی ژاپن با چهار قهرمانی پرافتخارترین تیم جام ملتهای آسیا است.
| تیم       | تعداد قهرمانی (دوره‌ها)    |
| --------- | ------------------------- |
| ژاپن      | ۴ (۱۹۹۲،۲۰۰۰، ۲۰۰۴، ۲۰۱۱) |
| ایران     | ۳ (۱۹۶۸، ۱۹۷۲، ۱۹۷۶)      |
| عربستان   | ۳ (۱۹۸۴، ۱۹۸۸، ۱۹۹۶)      |
| کرهٔ جنوبی | ۲ (۱۹۵۶، ۱۹۶۰)            |
| قطر       | ۲ ( ۲۰۲۳، ۲۰۱۹)           |
| اسرائیل   | ۱ (۱۹۶۴)                  |
| کویت      | ۱ (۱۹۸۰)                  |
| استرالیا  | ۱ (۲۰۱۵)                  |
| عراق      | ۱ (۲۰۰۷)                  |

### بیشترین میزبانی
در جدول زیر فهرستی از کشورهای دارای بیشترین میزبانی آورده شده است.
| کشور   | تعداد میزبانی (دوره‌ها) |
| ------ | ---------------------- |
| قطر    | ۳ (۱۹۸۸، ۲۰۱۱، ۲۰۲۳)   |
| ایران  | ۲ (۱۹۶۸، ۱۹۷۶)         |
| تایلند | ۲ (۱۹۷۲، ۲۰۰۷)         |
| امارات | ۲ (۱۹۹۶، ۲۰۱۹)         |

## رده‌بندی کلی
این جدول تیم‌ها را بر پایهٔ عملکرد در تمامی دوره‌ها نشان می‌دهد. اگر این جدول بخواهد پایهٔ ارزیابی قرارگیرد، ایران بهترین تیم تمامی دوره‌های جام ملت‌های آسیا می‌باشد.
تا پایان جام ملت‌های آسیا ۲۰۲۳
| #  | تیم       | ح  | بازی | پ  | ت  | ش  | گ. ز | گل. خ | امتیاز |
| -- | --------- | -- | ---- | -- | -- | -- | ---- | ----- | ------ |
| ۱  | ایران     | ۱۵ | ۷۴   | ۴۵ | ۲۰ | ۹  | ۱۴۳  | ۵۵    | ۱۵۵    |
| ۲  | کرهٔ جنوبی | ۱۵ | ۷۳   | ۳۸ | ۱۹ | ۱۶ | ۱۱۷  | ۷۴    | ۱۳۳    |
| ۳  | ژاپن      | ۱۰ | ۵۳   | ۳۳ | ۱۲ | ۸  | ۱۰۴  | ۵۲    | ۱۱۱    |
| ۴  | عربستان   | ۱۱ | ۵۲   | ۲۳ | ۱۵ | ۱۴ | ۷۴   | ۵۰    | ۸۴     |
| ۵  | چین       | ۱۳ | ۵۹   | ۲۳ | ۱۵ | ۲۱ | ۸۸   | ۶۶    | ۸۴     |
| ۶  | قطر       | ۱۱ | ۴۶   | ۱۹ | ۱۲ | ۱۵ | ۶۶   | ۵۲    | ۶۹     |
| ۷  | عراق      | ۱۰ | ۴۲   | ۱۸ | ۷  | ۱۷ | ۵۴   | ۵۲    | ۶۱     |
| ۸  | امارات    | ۱۱ | ۴۸   | ۱۶ | ۱۳ | ۱۹ | ۴۷   | ۶۴    | ۶۱     |
| ۹  | ازبکستان  | ۸  | ۳۳   | ۱۵ | ۷  | ۱۱ | ۴۹   | ۵۰    | ۵۲     |
| ۱۰ | کویت      | ۱۰ | ۴۱   | ۱۴ | ۱۰ | ۱۷ | ۴۷   | ۵۱    | ۵۲     |
| ۱۱ | استرالیا  | ۵  | ۲۶   | ۱۵ | ۵  | ۶  | ۴۹   | ۱۷    | ۵۰     |
| ۱۲ | اردن      | ۵  | ۲۲   | ۱۰ | ۷  | ۵  | ۳۰   | ۱۸    | ۳۷     |
| ۱۳ | سوریه     | ۷  | ۲۵   | ۸  | ۵  | ۱۲ | ۱۹   | ۳۰    | ۲۹     |
| ۱۴ | اسرائیل   | ۴  | ۱۳   | ۹  | –  | ۴  | ۲۸   | ۱۵    | ۲۷     |
| ۱۵ | بحرین     | ۷  | ۲۷   | ۷  | ۶  | ۱۴ | ۳۳   | ۴۴    | ۲۷     |
| ۱۶ | تایلند    | ۸  | ۲۸   | ۳  | ۱۱ | ۱۴ | ۲۲   | ۵۴    | ۲۰     |
| ۱۷ | عمان      | ۵  | ۱۶   | ۳  | ۵  | ۸  | ۱۲   | ۲۰    | ۱۴     |
| ۱۸ | کرهٔ شمالی | ۵  | ۱۸   | ۳  | ۲  | ۱۳ | ۱۵   | ۴۰    | ۱۱     |
| ۱۹ | اندونزی   | ۵  | ۱۶   | ۳  | ۲  | ۱۱ | ۱۳   | ۳۸    | ۱۱     |
| ۲۰ | هند       | ۵  | ۱۶   | ۳  | ۱  | ۱۲ | ۱۲   | ۳۳    | ۱۰     |
| ۲۱ | ویتنام    | ۵  | ۱۸   | ۲  | ۳  | ۱۳ | ۲۱   | ۴۳    | ۹      |
| ۲۲ | میانمار   | ۱  | ۴    | ۲  | ۱  | ۱  | ۵    | ۴     | ۷      |
| ۲۳ | مالزی     | ۴  | ۱۲   | ۱  | ۴  | ۷  | ۱۰   | ۲۸    | ۷      |
| ۲۴ | لبنان     | ۳  | ۹    | ۱  | ۳  | ۵  | ۸    | ۱۷    | ۶      |
| ۲۵ | فلسطین    | ۳  | ۱۰   | ۱  | ۳  | ۶  | ۷    | ۲۱    | ۶      |
| ۲۶ | تاجیکستان | ۱  | ۵    | ۱  | ۲  | ۲  | ۳    | ۴     | ۵      |
| ۲۷ | تایوان    | ۲  | ۷    | ۱  | ۲  | ۴  | ۵    | ۱۲    | ۵      |
| ۲۸ | سنگاپور   | ۱  | ۴    | ۱  | ۱  | ۲  | ۳    | ۴     | ۴      |
| ۲۹ | کامبوج    | ۱  | ۵    | ۱  | ۱  | ۳  | ۸    | ۱۰    | ۴      |
| ۳۰ | قرقیزستان | ۲  | ۷    | ۱  | ۱  | ۵  | ۷    | ۱۲    | ۴      |
| ۳۱ | هنگ کنگ   | ۴  | ۱۳   | –  | ۳  | ۱۰ | ۱۰   | ۳۰    | ۳      |
| ۳۲ | ترکمنستان | ۲  | ۶    | –  | ۱  | ۵  | ۷    | ۱۶    | ۱      |
| ۳۳ | فیلیپین   | ۱  | ۳    | –  | –  | ۳  | ۱    | ۷     | –      |
| ۳۴ | یمن جنوبی | ۱  | ۲    | –  | –  | ۲  | –    | ۹     | –      |
| ۳۵ | یمن       | ۱  | ۳    | –  | –  | ۳  | –    | ۱۰    | –      |
| ۳۶ | بنگلادش   | ۱  | ۴    | –  | –  | ۴  | ۲    | ۱۷    | –      |

- نکته: ح (حضور)، پ (برد)، ت (مساوی)، ش (باخت) گ. ز (گل زده)، گ. خ (گل خورده)

## رده‌بندی کشورها بر پایهٔ تعداد حضور
| #  | تیم / دوره‌ها      | حضور | ۱۸ | ۱۷ | ۱۶ | ۱۵ | ۱۴ | ۱۳ | ۱۲ | ۱۱ | ۱۰ | ۹ | ۸ | ۷ | ۶ | ۵ | ۴ | ۳ | ۲ | ۱ |
| -- | ----------------- | ---- | -- | -- | -- | -- | -- | -- | -- | -- | -- | - | - | - | - | - | - | - | - | - |
| ۱  | ایران             | ۱۵   | ✔  | ✔  | ✔  | ✔  | ✔  | ✔  | ✔  | ✔  | ✔  | ✔ | ✔ | ✔ | ✔ | ✔ | ✔ | N | N | N |
| ۲  | کرهٔ جنوبی         | ۱۵   | ✔  | ✔  | ✔  | ✔  | ✔  | ✔  | ✔  | ✔  | N  | ✔ | ✔ | ✔ | N | ✔ | N | ✔ | ✔ | ✔ |
| ۳  | چین               | ۱۳   | ✔  | ✔  | ✔  | ✔  | ✔  | ✔  | ✔  | ✔  | ✔  | ✔ | ✔ | ✔ | ✔ | N | N | N | N | N |
| ۴  | عربستان سعودی     | ۱۱   | ✔  | ✔  | ✔  | ✔  | ✔  | ✔  | ✔  | ✔  | ✔  | ✔ | ✔ | N | N | N | N | N | N | N |
| ۵  | امارات متحدهٔ عربی | ۱۱   | ✔  | ✔  | ✔  | ✔  | ✔  | ✔  | ✔  | ✔  | ✔  | ✔ | ✔ | N | N | N | N | N | N | N |
| ۶  | قطر               | ۱۱   | ✔  | ✔  | ✔  | ✔  | ✔  | ✔  | ✔  | N  | ✔  | ✔ | ✔ | ✔ | N | N | N | N | N | N |
| ۷  | کویت              | ۱۰   | N  | N  | ✔  | ✔  | N  | ✔  | ✔  | ✔  | N  | ✔ | ✔ | ✔ | ✔ | ✔ | N | N | N | N |
| ۸  | ژاپن              | ۱۰   | ✔  | ✔  | ✔  | ✔  | ✔  | ✔  | ✔  | ✔  | ✔  | ✔ | N | N | N | N | N | N | N | N |
| ۹  | عراق              | ۱۰   | ✔  | ✔  | ✔  | ✔  | ✔  | ✔  | ✔  | ✔  | N  | N | N | N | ✔ | ✔ | N | N | N | N |
| ۱۰ | ازبکستان          | ۸    | ✔  | ✔  | ✔  | ✔  | ✔  | ✔  | ✔  | ✔  | N  | N | N | N | N | N | N | N | N | N |
| ۱۱ | تایلند            | ۸    | ✔  | ✔  | N  | N  | ✔  | ✔  | ✔  | ✔  | ✔  | N | N | N | N | ✔ | N | N | N | N |
| ۱۲ | سوریه             | ۷    | ✔  | ✔  | N  | ✔  | N  | N  | N  | ✔  | N  | ✔ | ✔ | ✔ | N | N | N | N | N | N |
| ۱۳ | بحرین             | ۷    | ✔  | ✔  | ✔  | ✔  | ✔  | ✔  | N  | N  | N  | ✔ | N | N | N | N | N | N | N | N |
| ۱۴ | کرهٔ شمالی         | ۵    | N  | ✔  | ✔  | ✔  | N  | N  | N  | N  | ✔  | N | N | ✔ | N | N | N | N | N | N |
| ۱۵ | استرالیا          | ۵    | ✔  | ✔  | ✔  | ✔  | ✔  | N  | N  | N  | N  | N | N | N | N | N | N | N | N | N |
| ۱۶ | اردن              | ۵    | ✔  | ✔  | ✔  | ✔  | N  | ✔  | N  | N  | N  | N | N | N | N | N | N | N | N | N |
| ۱۷ | عمان              | ۵    | ✔  | ✔  | ✔  | N  | ✔  | ✔  | N  | N  | N  | N | N | N | N | N | N | N | N | N |
| ۱۸ | هند               | ۵    | ✔  | ✔  | N  | ✔  | N  | N  | N  | N  | N  | N | ✔ | N | N | N | N | ✔ | N | N |
| ۱۹ | ویتنام            | ۵    | ✔  | ✔  | N  | N  | ✔  | N  | N  | N  | N  | N | N | N | N | N | N | N | ✔ | ✔ |
| ۲۰ | اندونزی           | ۵    | ✔  | N  | N  | N  | ✔  | ✔  | ✔  | ✔  | N  | N | N | N | N | N | N | N | N | N |
| ۲۱ | اسرائیل           | ۴    | N  | N  | N  | N  | N  | N  | N  | N  | N  | N | N | N | N | N | ✔ | ✔ | ✔ | ✔ |
| ۲۲ | مالزی             | ۴    | ✔  | N  | N  | N  | ✔  | N  | N  | N  | N  | N | N | ✔ | ✔ | N | N | N | N | N |
| ۲۳ | هنگ کنگ           | ۴    | ✔  | N  | N  | N  | N  | N  | N  | N  | N  | N | N | N | N | N | ✔ | ✔ | N | ✔ |
| ۲۴ | فلسطین            | ۳    | ✔  | ✔  | ✔  | N  | N  | N  | N  | N  | N  | N | N | N | N | N | N | N | N | N |
| ۲۵ | لبنان             | ۳    | ✔  | ✔  | N  | N  | N  | N  | ✔  | N  | N  | N | N | N | N | N | N | N | N | N |
| ۲۶ | ترکمنستان         | ۲    | N  | ✔  | N  | N  | N  | ✔  | N  | N  | N  | N | N | N | N | N | N | N | N | N |
| ۲۷ | تایوان            | ۲    | N  | N  | N  | N  | N  | N  | N  | N  | N  | N | N | N | N | N | ✔ | N | ✔ | N |
| ۲۸ | قرقیزستان         | ۲    | ✔  | ✔  | N  | N  | N  | N  | N  | N  | N  | N | N | N | N | N | N | N | N | N |
| ۲۹ | یمن               | ۱    | N  | ✔  | N  | N  | N  | N  | N  | N  | N  | N | N | N | N | N | N | N | N | N |
| ۳۰ | فیلیپین           | ۱    | N  | ✔  | N  | N  | N  | N  | N  | N  | N  | N | N | N | N | N | N | N | N | N |
| ۳۱ | سنگاپور           | ۱    | N  | N  | N  | N  | N  | N  | N  | N  | N  | N | ✔ | N | N | N | N | N | N | N |
| ۳۲ | بنگلادش           | ۱    | N  | N  | N  | N  | N  | N  | N  | N  | N  | N | N | ✔ | N | N | N | N | N | N |
| ۳۳ | یمن جنوبی         | ۱    | N  | N  | N  | N  | N  | N  | N  | N  | N  | N | N | N | ✔ | N | N | N | N | N |
| ۳۴ | کامبوج            | ۱    | N  | N  | N  | N  | N  | N  | N  | N  | N  | N | N | N | N | ✔ | N | N | N | N |
| ۳۵ | برمه              | ۱    | N  | N  | N  | N  | N  | N  | N  | N  | N  | N | N | N | N | N | ✔ | N | N | N |
| ۳۶ | تاجیکستان         | ۱    | ✔  | N  | N  | N  | N  | N  | N  | N  | N  | N | N | N | N | N | N | N | N | N |

| ✔ | حضور در جام ملت‌های آسیا     |
| ✔ | نشان از قهرمانی تیم         |
| N | عدم حضور در جام ملت‌های آسیا |
|   |                             |